# 速率控制步驟
速率控制步驟，又稱為速率限制步驟（限速步驟）或速率決定步驟（rate-determining step (RDS)），是一個化學詞彙，用以表達在化學反應中，反應速率最慢的一個步驟。認識一個化學反應當中最慢的一個步驟的重要性在於能夠有效率地改善整個化學反應的速度，從而達致更高的产率等。一個常用的比喻就是一條狹窄的水管——無論水流有多快，也無法改變水的流量。速率控制步驟就是影響整個化學反應速率的那條水管。

## 應用
舉個簡單例子，{\displaystyle NO_{2(g)}} + {\displaystyle CO_{(g)}} → {\displaystyle NO_{(g)}} + {\displaystyle CO_{2(g)}}這個化學反應可以細分為兩個步驟：
1. {\displaystyle NO_{2}} + {\displaystyle NO_{2}} → {\displaystyle NO} + {\displaystyle NO_{3}}（較慢）
2. {\displaystyle NO_{3}} + {\displaystyle CO} → {\displaystyle NO_{2}} + {\displaystyle CO_{2}}（較快）

反應第二部分需用到反應速率較慢的第一部分所生成的{\displaystyle NO_{3}}，因此整個化學反應的速率均被第一部分所限制，我們就知道第一部分就是整個反應的速率控制步驟。
另一個常見例子是在有機化學的亲核取代反應中，以SN1反應中生成碳正離子這中間体的步驟中，离去基团離開碳鍵的過程，就是速率控制步驟。
當一個化學反應的速率控制步驟被確認後，就可以有效率地加入相應的催化劑，以改善整個反應速率。
在反應坐標中，一個擁有最高活化能的過渡態，就是該反應的速率控制步驟。